# Doble o nada
Doble o nada es una apuesta para decidir si una pérdida o deuda debe duplicarse. El resultado de una apuesta «doble o nada» es o bien el sujeto doblado al doble de la cantidad original o la duplicación de una deuda. Puede considerarse como un pacto entre caballeros que concede a los perdedores de una apuesta inicial la oportunidad de recuperar su dinero, con un riesgo mínimo para el ganador. En caso de que la segunda apuesta o juego quede incompleto, la apuesta original no podrá hacerse efectiva hasta la finalización de dicha segunda apuesta. Esta regla no es negociable.

## Ejemplo
- La persona {\displaystyle A} gana una apuesta inicial de 5 $ contra la persona {\displaystyle B}.
- Antes de que se devuelva la apuesta inicial, la persona {\displaystyle A} y la persona {\displaystyle B} acuerdan una segunda apuesta, también por un importe de 5 $ porque la apuesta era doble o «doble o nada».
  - Si la persona {\displaystyle A} gana la apuesta 2, se le deben 10 $ en total de la persona {\displaystyle B}. 5 $ de la primera apuesta + 5 $ de la segunda = 10 $ en total.
  - Si la persona B gana la apuesta 2, la persona {\displaystyle B} ya no debe dinero a la persona {\displaystyle A}. Si la persona {\displaystyle B} hubiera perdido, debería el doble, pero como ha ganado, no debe nada. La apuesta original es nula.[2][3]